# Architektura i rzeźba starożytnego Egiptu

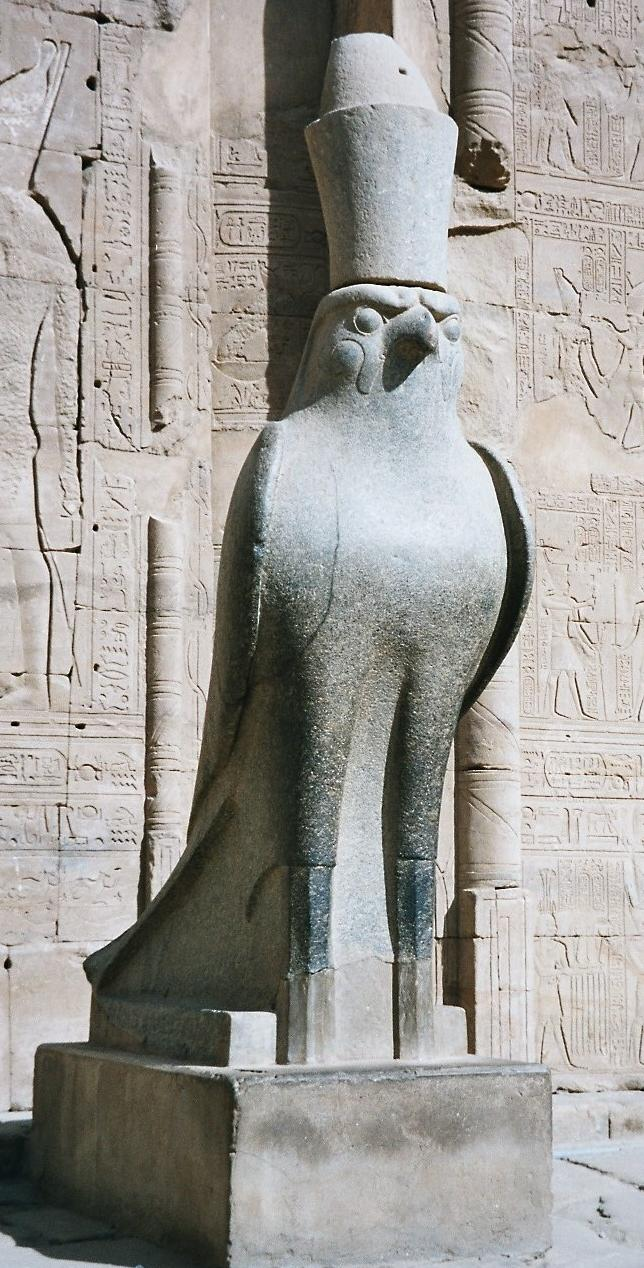
Posąg Horusa z Edfu

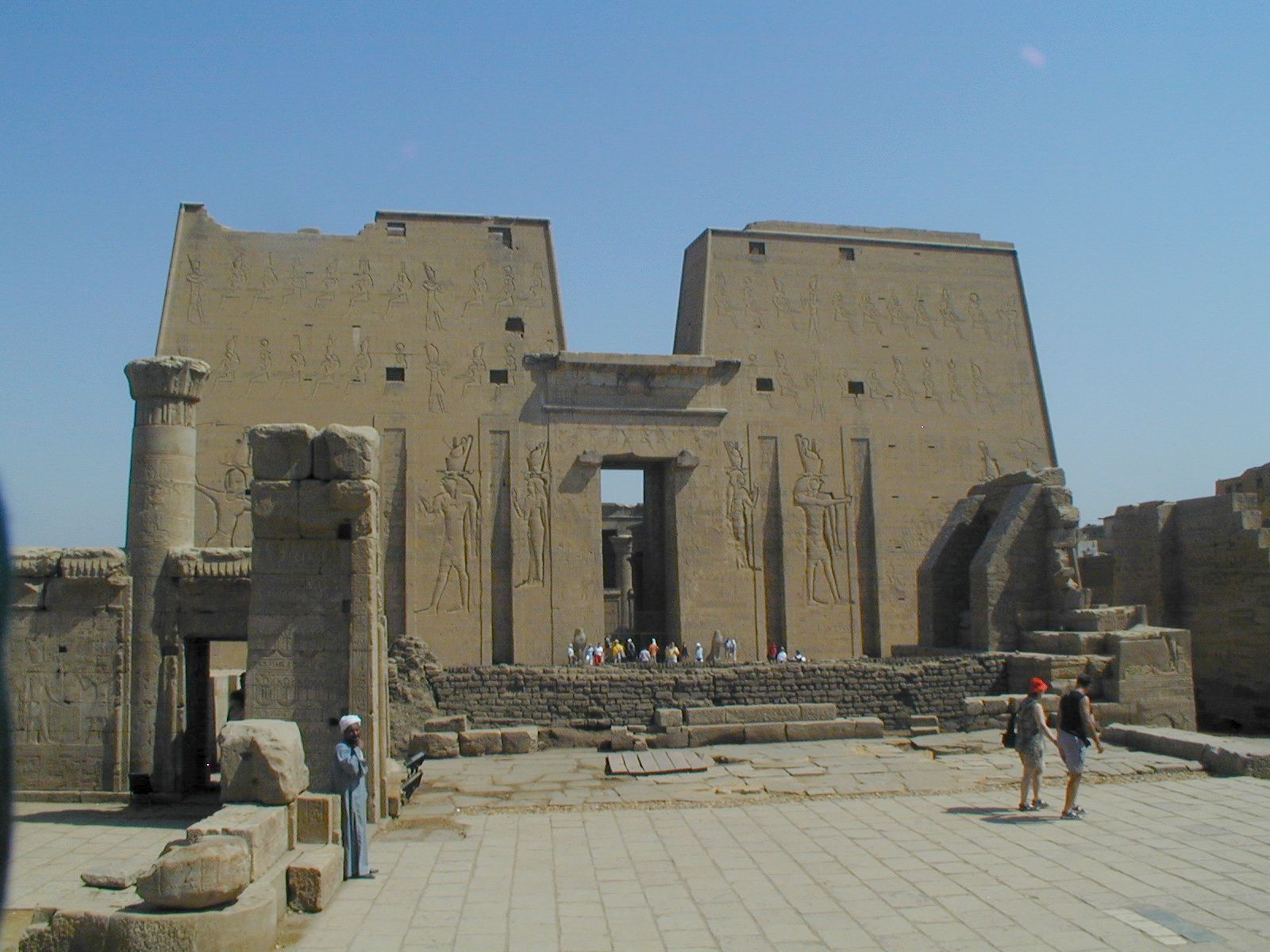
Pylony świątyni w Edfu

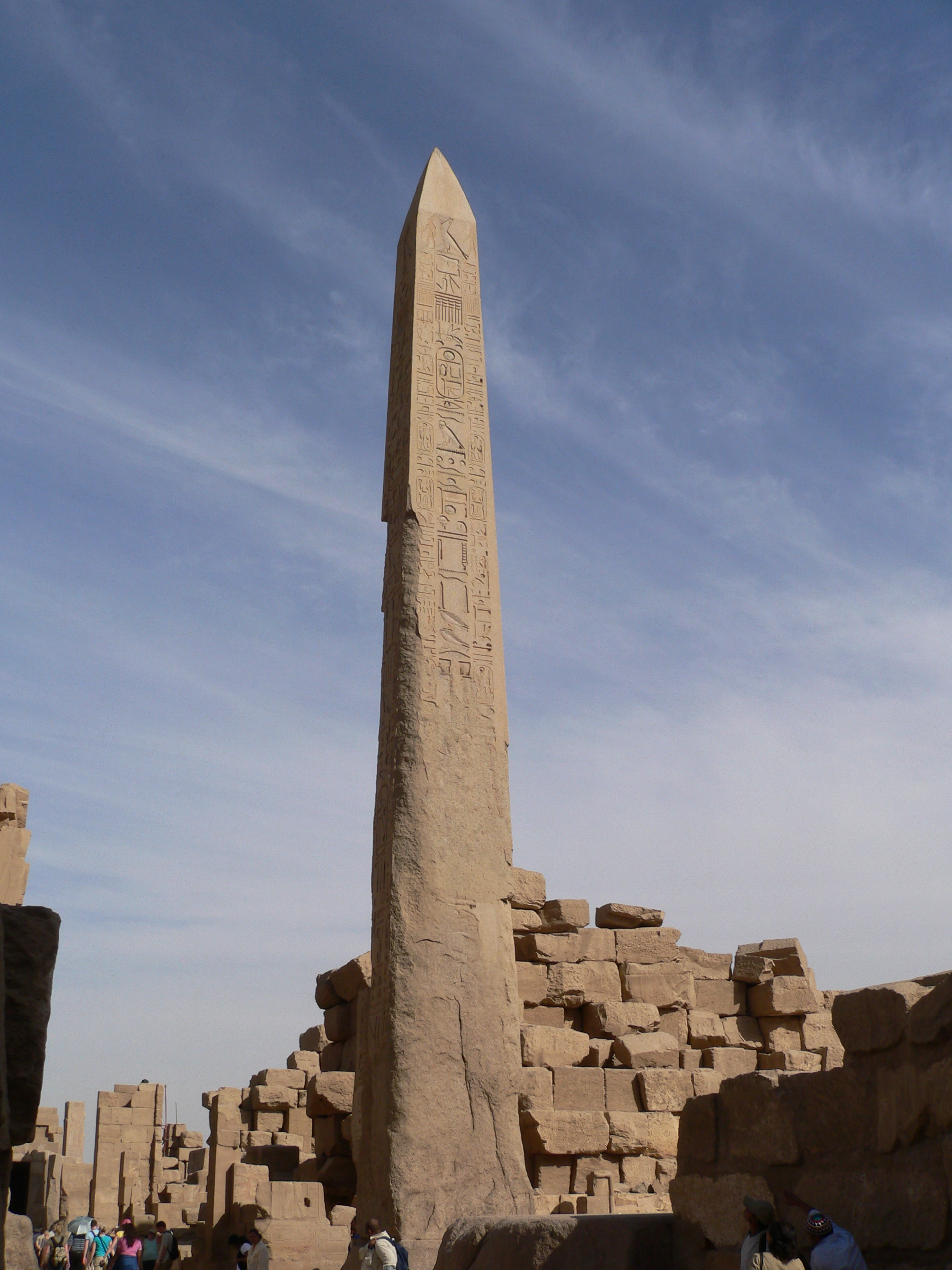
Egipski obelisk w Karnaku

Rozwój architektury starożytnego Egiptu, a w nieco szerszym pojęciu sztuki starożytnego Egiptu, obejmuje okres od czwartego tysiąclecia p.n.e. do IV wieku naszej ery. Całą tę epokę cechowała jedność artystycznych form, ciągłość rozwoju oraz funkcja służebna wobec władców i religii. Sztuka pomagała w utrzymaniu i utrwalaniu ustalonego porządku społecznego. W dzisiejszych czasach jest źródłem do poznania historii Egiptu.
Egipt, prawie całkowicie (poza Deltą) pozbawiony lasów, drewno (zwłaszcza drogocenne, cedrowe) musiał sprowadzać z Libanu, inne zaś gatunki z Sudanu, stąd w architekturze dominowały surowce miejscowe, a więc w budownictwie mieszkaniowym i usługowym cegła mułowa i maty tkane z papirusu, a w budownictwie monumentalnym wapień, piaskowiec, alabaster, granit i bazalt. Do czasów nam współczesnych przetrwały tylko te drugie.

## Okres predynastyczny
Najstarsze zachowane szczątki osad i cmentarzyska pochodzą z okresu predynastycznego, czyli z czwartego tysiąclecia p.n.e. Zostały odnalezione w pobliżu miejscowości Merimde (w południowo-zachodniej części delty Nilu), Fajum, Badari, Abydos, Amra i Gerza. Domy Egipcjan wznoszone w tym czasie to szałasy z trzciny i papirusu, później z rzecznego mułu (lub cegieł z tegoż mułu) na szkielecie z drewna. Odnalezione groby mieszkańców osad najczęściej miały owalny kształt, ściany i stropy wzmocnione drewnem i matami. Zmarłych grzebano w pozycji skurczonej, z głową skierowaną na południe i twarzą zwróconą na zachód. Wierzono, że dusza (Ba) zamieszkuje ciało także po śmierci, a gdy ciało ulegnie rozkładowi opuszcza zmarłego, chyba że zamieszka w wizerunku (rzeźbie, portrecie) zmarłego.
Informacji o życiu codziennym dostarczają odnalezione w grobach naczynia, ozdoby, narzędzia pokryte malowidłami i płaskorzeźbami. Za najcenniejsze uważane są odnalezione palety do rozcierania barwników. Ceramika odkryta w grobach wykonana z rzecznego syltu (muł nilowy) była wypalana na kolor czerwony lub czarny.
W okresie predynastycznym Egipt wyraźnie dzielił się na Deltę, którą zamieszkała ludność wcześniej osiadła i parająca się głównie rolnictwem, oraz długą Dolinę Nilową, gdzie znacznie dłużej przetrwały cechy nomadyzmu, na co wskazuje obfitość broni i sceny myśliwskie przedstawiane na ceramice i w plastyce tego okresu.
W okresie schyłkowym (nosi on nazwę kultury Nagada III) daje się zaobserwować dalszy rozwój ceramiki, której dekoracje zawierają coraz bardziej naturalistyczne wyobrażenia flory, fauny i ludzi, a równocześnie pojawiają się symbole deitystyczne, związane z kultem pierwszych bogów. W grobach znajdowane są liczne materiały importowane, jak perły, muszle Kauri i sprowadzany aż z Afganistanu półszlachetny kamień lapis lazuli. Nie zachowały się jednak żadne budowle z tego okresu.

## Okres wczesnodynastyczny
W XXXII lub XXXI wieku p.n.e. dwa królestwa Dolnego i Górnego Egiptu zjednoczył władca imieniem Narmer. Powstał jednolity organizm państwowy kraju faraonów rządzących przy pomocy arystokracji, kapłanów i wojska ludnością rolniczą i licznymi niewolnikami. Niewolnictwo umożliwiało realizację wielkich projektów architektonicznych.
Najstarsze grobowce władców, nazywane mastabami, miały przekrój trapezu, a ich prostokątna podstawa była usytuowana dłuższą osią na kierunku północ-południe. W części podziemnej znajdowały się komory. Mastaby wznoszone były z suszonej cegły, a powierzchnię zabezpieczano cienką warstwą wapna. Ukośny kształt mastab tłumaczy się naśladownictwem ścian domów budowanych z mułu, który miał tendencje do osuwania się i tworzenia w ten sposób lekko skośnych powierzchni. Strona zewnętrzna dzielona była pionowymi framugami na wnęki. Układ wnęk najprawdopodobniej odpowiadał rozmieszczeniu komór wewnątrz mastaby. Na ścianie fasady umieszczano środkowe drzwi pomiędzy dwiema wieżami lub bastionami. Wnętrza komór w zachowanych ruinach są zniszczone, często przez pożary. Zachowały się jedynie ślady polichromii zdobionej motywem plecionki. Wyjątkowym znaleziskiem jest zachowany relief przedstawiający lwy na nadprożu komory grobowej królowej Hor-Neith w Sakkarze.
U wejścia do mastab ustawiane były stele. Najstarsze wykonane są z wapienia, późniejsze z twardszych kamieni. Motyw zapisu imienia króla, zwany "imieniem Horusowym" pojawił się w okresie I dynastii. Na znalezionej wapiennej steli króla Dżeta, w górnej części płyty przedstawiona jest sylwetka świętego ptaka – sokoła, symbolu Horusa stojącego na prostokątnym znaku serech, w którym znajduje się imię króla, zapisane hieroglifem przedstawiającym kobrę, a pod nim rzut poziomy fasady pałacu lub świątyni. Stele późniejsze mają bardziej rozbudowaną dekorację. Zmarły przedstawiany jest w pozycji siedzącej, przy stole zastawionym kromkami chleba, z dzbanami ustawionymi pod nim. Na steli wypisywana jest lista ofiar, które zmarły otrzymuje w podróż w zaświaty. Ważnym elementem wyposażenia grobowców były posągi oraz figurki tzw. uszebti, odgrywające rolę opiekunów i pomocników zmarłego w zaświatach. Posągi pokryte były licznymi hieroglifami. Zawierały one informacje o przedstawionej postaci, modlitwy, zaklęcia itp. Zwyczaj ten był kontynuowany przez cały okres trwania cywilizacji egipskiej. Do ciekawych znalezisk tego okresu należy paleta Narmera.

## Stare Państwo

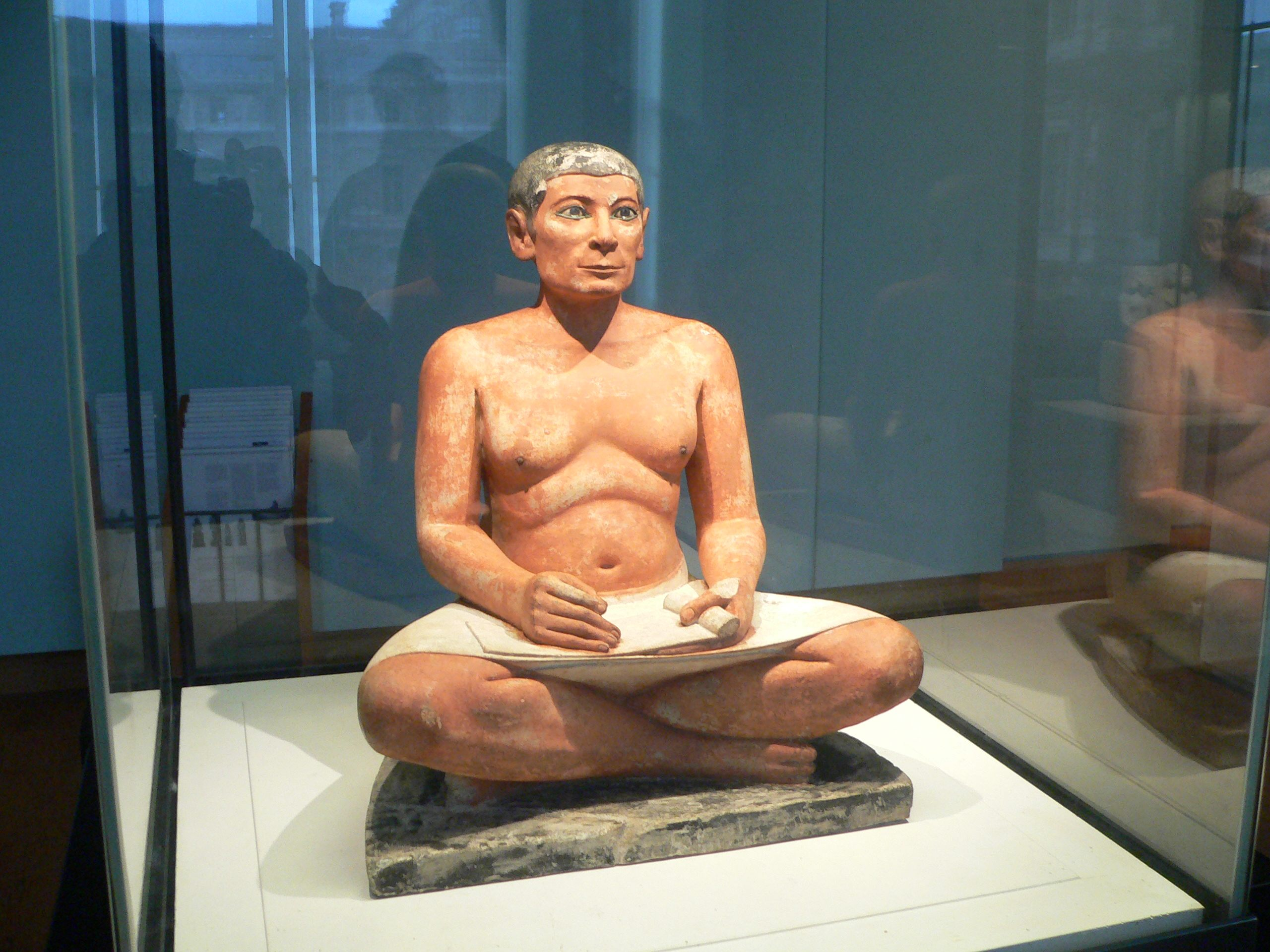
Siedzący skryba (Luwr)

Rozwój sztuki nastąpił w Memfis w okresie panowania III dynastii. W budownictwie na szeroką skalę zaczęto używać bloków wapienia, sprowadzanego z niedaleko położonych od Sakkary wzgórz Tura, oraz bazaltu i granitu z okolicy Asuanu. W początkowym okresie monumentalna architektura naśladowała formy wypracowane przez budowle wznoszone z cegły i drewna, ale pojawiły się nowe rozwiązania. Piramidy schodkowe, nowe dekoracje fryzu (fryz kobr mających chronić władcę przed złymi mocami oraz tzw. chekeron – fryz z szeregu figur stylizowanych na kształt witki trzcinowej, związanej w regularnych odstępach). Cegła i drewno używane były nadal, lecz tylko przy budowie pałaców, domów mieszkalnych. To zróżnicowanie materiałowe tłumaczy szczątkowe zachowanie budowli mieszkalnych tego okresu. Starożytne Memfis nie zachowało się. Pozostała natomiast zbudowana w pobliżu, otoczona masywnym 10-metrowej wysokości murem nekropola, nad którą dominuje zachowany do naszych czasów, monumentalny grobowiec króla Dżesera (piramida schodkowa).

### Kanon
W okresie Starego Państwa utrwalił się kanon obowiązujący, z małymi wyjątkami, przez cały okres rozwoju architektury i sztuki starożytnego Egiptu. Ścisłe przestrzeganie wymogów kanonu wymusiło wysoki i wyrównany poziom artystyczny w starożytnym Egipcie.
Kanon dotyczył:
- kompozycji i sposobu przedstawiania w rzeźbie postaci:
  - królowie przedstawiani byli jako osoby młode, w pozycji siedzącej lub kroczącej, były to postacie o najwyższym wzroście. Prezentowane obok żona, córka, to osoby znacznie niższe niż wymagałoby pokazanie naturalnej różnicy; urzędnicy – przedstawiani byli bardziej swobodnie, w scenach stanowiących wizytówkę wykonywanego przez nich zawodu; lud – zawsze w ruchu, przy pracy;
  - w płaskorzeźbie, malarstwie i w rysunku postać przedstawiana była zgodnie ze stałymi zasadami: głowa i kończyny z profilu, barki i oko en face (frontalnie), biodra w ujęciu 3/4 – była to metoda ujmowania człowieka z kilku perspektyw jednocześnie, w przekonaniu, że żaden ważny szczegół nie ujdzie w ten sposób uwagi patrzącego. Egipcjanie potrafili przedstawić postać człowieka w dowolnym oglądzie, ale odstępstwa od obowiązującej zasady czyniono tylko wyjątkowo, w odniesieniu do obcokrajowców lub ludzi niższego stanu;
- kompozycji w układach pasowych;
- układu świątyni poświęconej, służącej kultowi władcy i bogom;
- kolumn i filarów stylizowanych na kształt pni i łodyg roślin, o głowicach naśladujących formę kwiatu lotosu lub liści palmowych[14].

W rzeźbie figuratywnej obowiązywał kanon modularny zbudowany na siatce kwadratów: postać stojącą dzielono na 19 części (od Późnego Państwa 21 lub 25), a siedzącą na 15. Poszczególnym częściom ciała odpowiadała stała liczba kwadratów: od czubka głowy do nasady ramion 3 – od czubka głowy do oczu 1, stąd do podstawy nosa 1 i do ramion 1. Ciało od ramion do kolan 10, a od kolan do stóp 6. Jeśli było to wyobrażenie mężczyzny w przepasce biodrowej (kalasiri), jej dolna krawędź winna się była znajdować 12½ kwadratu od czubka głowy.

### Budownictwo grobowe i sakralne

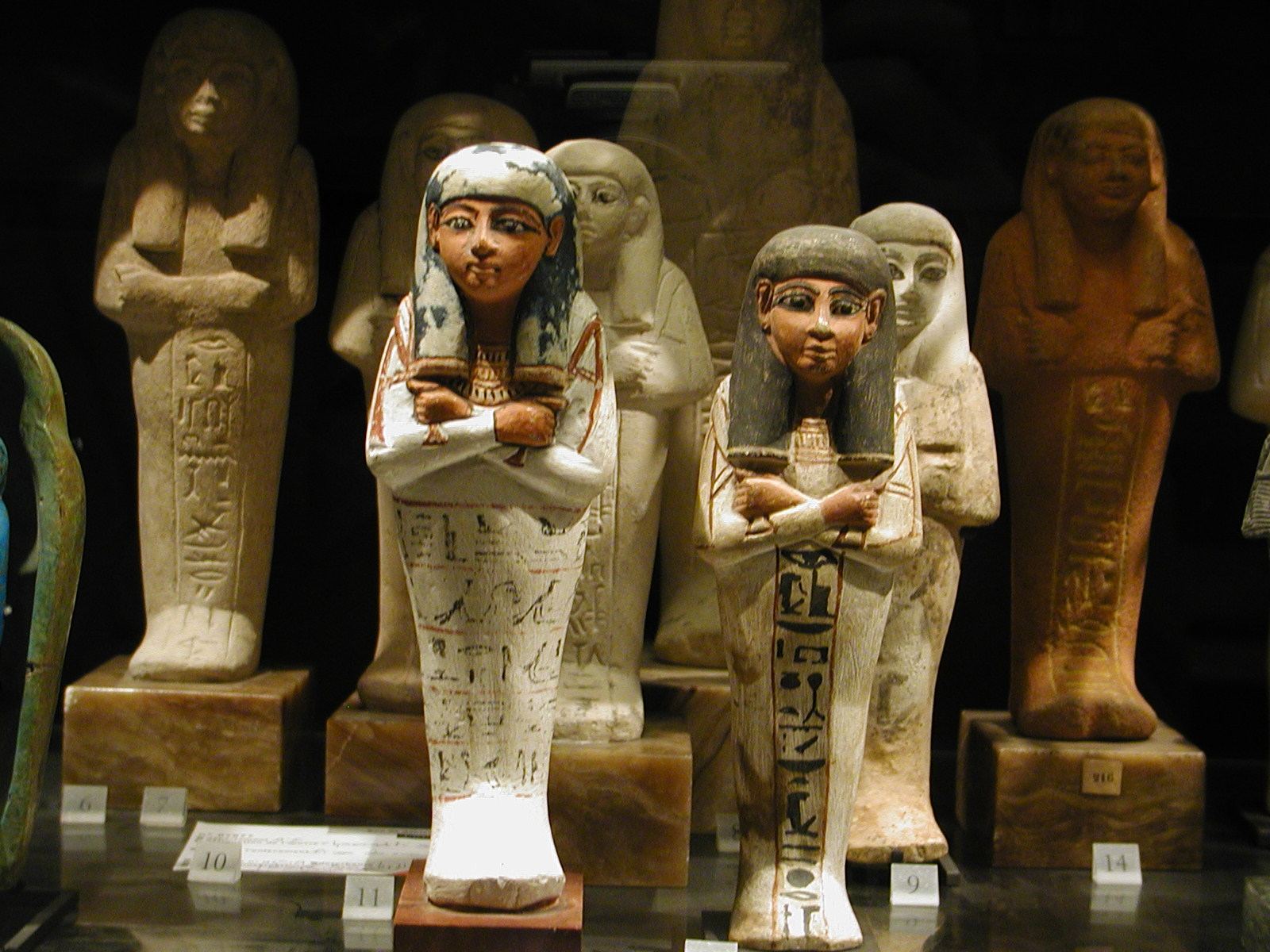
Figurki duchów służebnych uszebti

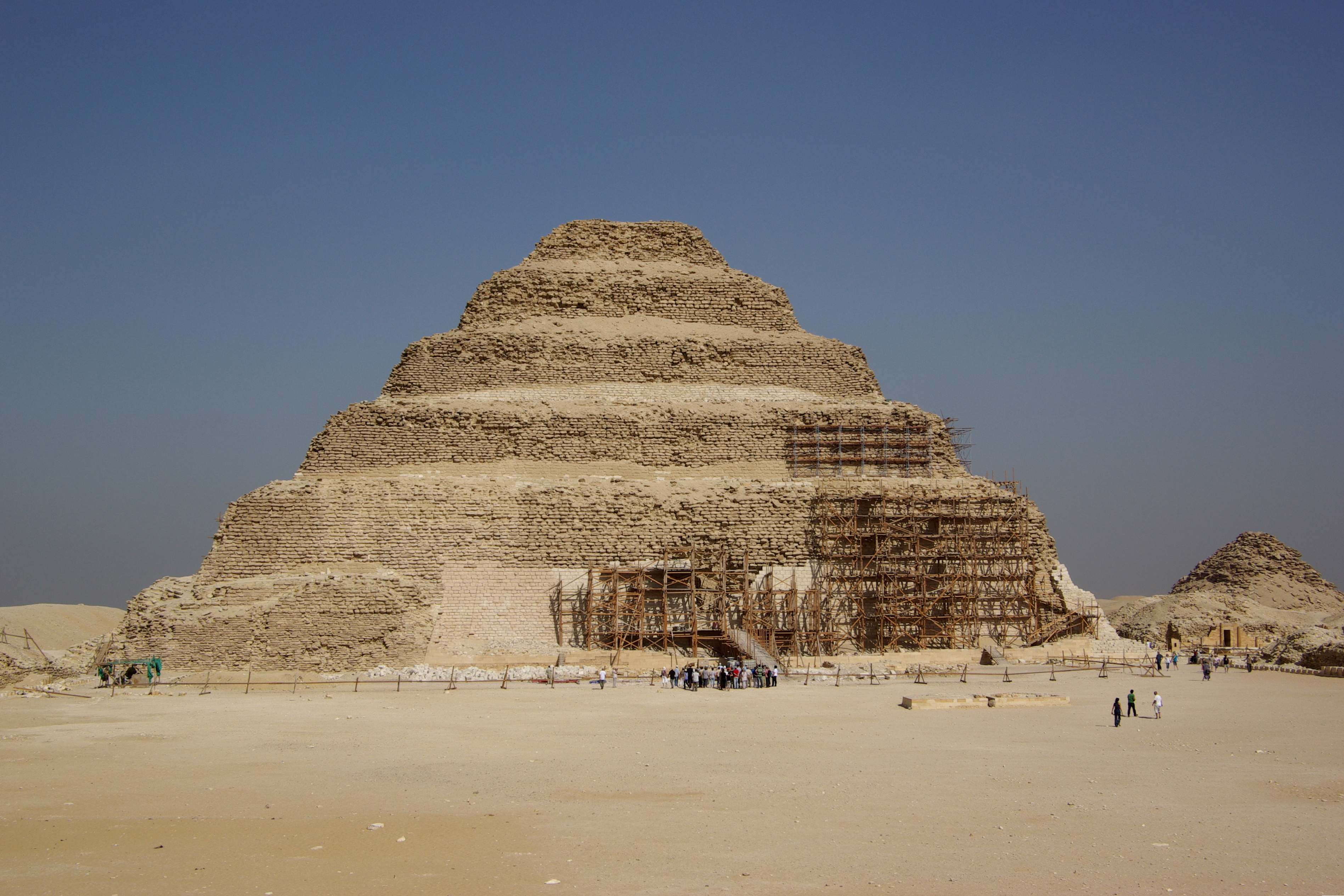
Piramida Dżesera w Sakkarze

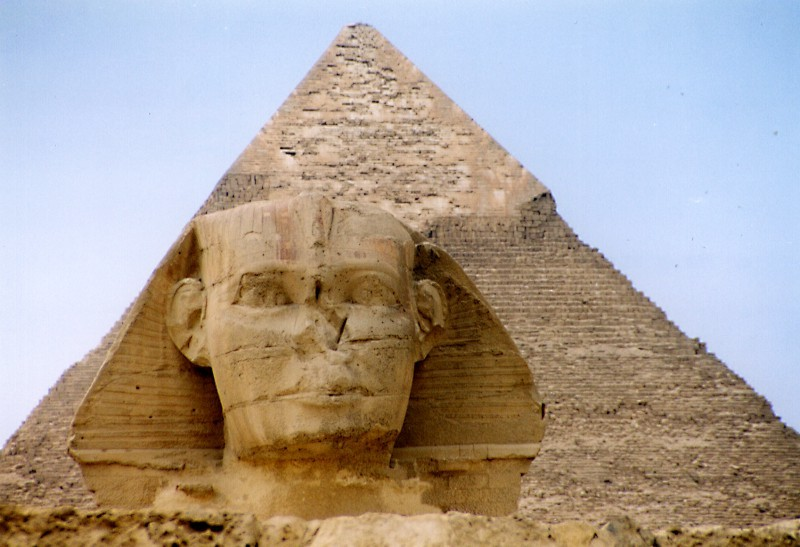
Wielki Sfinks i piramida Chefrena

We wnętrzu jednej z mastab, w pobliżu piramidy Snorfu, w Meidum, odnaleziono dwa posągi z czasów IV dynastii. Książę Rahotep (najwyższy kapłan w Heliopolis) i jego żona Nofret zostali przedstawieni w pozycji siedzącej, z plecami przywartymi do oparcia, na którym wypisano ich imiona. Rzeźby wykonane są z wapienia, polichromia przetrwała w bardzo dobrym stanie. Największe wrażenie na odkrywcach zrobiły oczy posągów, inkrustowane kamieniami, o wyrazistym rysunku.
Nie do końca jest jasny dalszy rozwój budownictwa grobowego za czasów III dynastii. Grobowce następców Dżosera zachowały się w bardzo złym stanie. Powszechnie przyjmuje się, że kolejnym etapem była piramida romboidalna, czyli o załamanej linii profilu. Teoria ta wynika z kształtu piramidy Snofru w Dahszur. Badania archeologiczne wykazały, że budowla w trakcie wznoszenia została mocno zarysowana. Prace na pewien czas zostały przerwane. Po ich wznowieniu zmieniono kąt nachylenia ścian, tym samym zmniejszając wysokość piramidy. To pozwoliło na zmniejszenie obciążenia dolnej, już wybudowanej jej części. Podwójny kompleks pomieszczeń wewnątrz piramidy też nasuwa przypuszczenie o eksperymentalnym charakterze budowli. Wyniki tych obserwacji oraz fakt wybudowania drugiej piramidy, już o regularnym kształcie i kącie nachylenia ścian podobnym do górnej części pierwszej piramidy, dały powód do wysnucia teorii o czynionym eksperymencie i pierwszej, nieudanej próbie wybudowania piramidy w kształcie ostrosłupa. Nie ma pewności, czy piramida łamana była formą pośrednią, czy tylko nieudanym eksperymentem.
Kolejne piramidy powstały już jako regularne. Do najwspanialszych przykładów takich budowli należą piramidy: Cheopsa, Chefrena i Mykerinosa. W pobliżu znajduje się inny wspaniały zabytek tego okresu – Wielki Sfinks, będący pierwszą monumentalną rzeźbą Egiptu. Podczas panowania kolejnych władców budowle grobowe nie miały już tak ogromnych rozmiarów, co więcej do ich budowy używano materiału gorszej jakości (zazwyczaj cegły suszonej, jedynie okładanej kamiennym licem), na skutek czego większość z nich uległa z biegiem czasu ruinie. Możliwe, że przyczyniło się do tego osłabienie potęgi władców kolejnych dynastii.
Po upadku VI dynastii nastąpiło rozbicie państwa na szereg mniejszych państewek (tzw. Pierwszy Okres Przejściowy). Wraz z upadkiem państwa nastąpiło zahamowanie rozwoju sztuki, w tym i architektury. Tradycje sztuki memfickiej kontynuowane są w Herakleopolis. Inne ośrodki odchodzą nieco od obowiązujących schematów. To z kolei spowodowało, po raz pierwszy w historii Egiptu, pewne zróżnicowanie pomiędzy poszczególnymi twórcami.
Najlepiej zachowana (choć w znacznym stopniu w ruinie) jest świątynia wzniesiona za panowania Niuserre w miejscowości Abu Gorab na przedmieściach Kairu. Plan świątyni zbliżony jest swoim układem do królewskich zespołów grobowych, z tą różnicą, że zamiast piramidy ustawiono na cokole potężny obelisk zakończony piramidionem. Przed obeliskiem ustawiony jest ołtarz słoneczny, przy którym składano ofiary. Kompleks otoczony był murem z kryptoportykami. Korytarze zdobione są licznymi reliefami przedstawiającymi prace rolnicze wykonywane w różnych porach roku oraz personifikacje prowincji egipskich i Nilu. W pomieszczeniach zwanych Komnatami Pór Roku ustawiono także rzeźby przedstawiające wiosnę i lato.

## Średnie Państwo

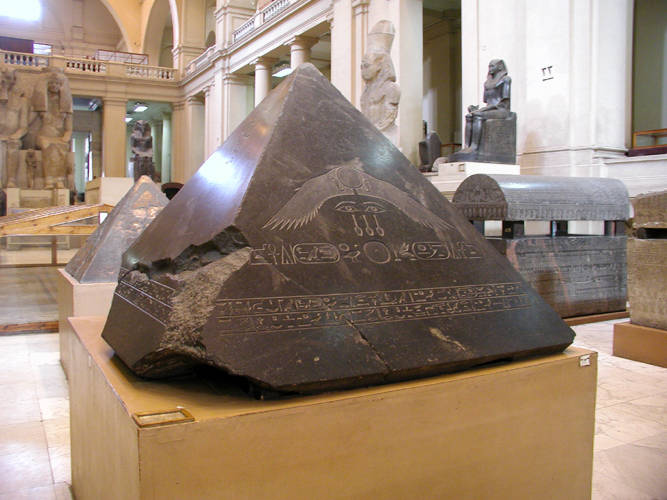
Piramidion (zwieńczenie) piramidy Amenemhata III w Dahszur

Ponowne zjednoczenie Egiptu około roku 2065 p.n.e. było dziełem książąt tebańskich, zatem to Teby (Luksor) stały się centrum politycznym i kulturalnym Egiptu. Pomimo powrotu do wzorów klasycznych, architektura i rzeźba Egiptu różnią się od tych z poprzedniego okresu. Zaniechano budowy mastab, kontynuowano wznoszenie piramid z cegły i kamienia oraz rozwinięto budowę grobowców kutych w skale. Przykładem grobowców kutych w skale jest grobowiec króla Mentuhotepa-Nebheperte (władcy, który ponownie zjednoczył Egipt), wybudowany w Deir el-Bahari, w tej samej dolinie, w której później powstał sławny grobowiec królowej Hatszepsut. Grobowiec króla Mentuhotepa-Nebheperte zbudowany jest z dwóch rozległych tarasów będących świątynią grobową. Tarasy, połączone ukośną rampą, obiegały portyki z filarami. Świątynia przylegała do ściany masywu skalnego. Przed nią, od strony Nilu, zbudowany był dziedziniec porośnięty drzewami i ozdobiony posągami króla. Obok świątyni, po zachodniej stronie umieszczono sześć kaplic małżonek króla i kapłanek bogini Hathor. Groby ich znajdują się na dziedzińcu. Do komory grobowej prowadził długi korytarz. Sama komora była wykonana z bloków granitowych i ozdobiona reliefami. Zachowane fragmenty ukazują sceny polowań na zwierzęta pustynne i ptactwo, łowienie ryb, wojny oraz obrzędy kultowe.
Inne charakterystyczne cechy architektury tego okresu to budowa miast o regularnej siatce ulic oraz wprowadzenie nowego typu kolumn w budownictwie sakralnym, o głowicach stylizowanych na kształt otwartych lub zamkniętych pąków papirusu, a także tzw. kolumny prodoryckie, czyli takie, których trzony nie naśladują elementów roślinnych. Pierwsze kolumny tego typu zastosowano co prawda przy budowie piramidy Dżesera, jako kolumny kanelurowane, ale do szerszego zastosowania doszło dopiero w tym okresie. Zachowane w piramidach hieroglify wskazują na wzrost znaczenia tebańskiego Amona. Wierzenia w bóstwa lokalne, jak np. Ozyrys czczony w Heliopolis, urosły do znaczenia religii państwowej. W architekturze znalazło to odzwierciedlenie w budowie świątyń związanych z kultem słonecznym, jakkolwiek zachowało się bardzo niewiele zabytków.
W okresie Średniego Państwa wśród wielmożów rozpowszechnił nowy rodzaj budownictwa grobowego. Miejsce mastab zajęły grobowce kute w skale, z ozdobnymi kaplicami i wewnętrznymi komorami grzebalnymi, do których wiodły pionowe szyby. Najbardziej ozdobne znajdują się w Bani Hassan w Środkowym Egipcie.
W architekturze tego okresu wyróżniają się dwie szkoły: memficka – prezentująca styl klasyczny, oraz tebańska – o pewnych uproszczeniach i jednocześnie większej swobodzie kompozycji. W rzeźbie portretowej obserwowany jest tzw. kierunek pesymistyczny, ukazujący wizerunek władcy o smutnym, zadumanym obliczu, na którym jego wiek też znajduje swoje odbicie. Był to nowy, po wcześniejszym idealizującym, sposób przedstawiania postaci.
Okres Średniego Państwa to dynamiczny czas rozwoju rzeźb wykonywanych z drewna i umieszczanych w grobowcach dostojników. Przedstawione dynamiczne postacie ukazują różne sceny rodzajowe. Umieszczenie ich najprawdopodobniej zastąpiło w znacznej mierze bogate fryzy kute w kamieniu. Figurki zostały odnalezione w grobowcach Meket-re w Deir el-Bahari oraz w miejscowości El-Bersza, ale w tych grobowcach dekoracja ścian była znacznie uboższa.
Za panowania XII dynastii w pobliżu II Katarakty wzniesiono monumentalną twierdzę graniczną Buhen, która pozostała niezdobyta przez ponad 200 lat, a wyróżniała się pierwszym znanym archeologom mostem zwodzonym w dziejach ludzkości. Wielkie znaczenie miała też budowa (a być może jedynie melioracja) kanału napełniającego jezioro Moeris w depresyjnej oazie Fajum. Przepływ wody kanałem kontrolowany był śluzą z ruchomymi wrotami. Podczas przypływu Nilu wrota otwierano napełniając sztuczne jezioro oazy, celem zapewnienia jej ziemiom właściwego nawodnienia w porze suchej.

## Nowe Państwo

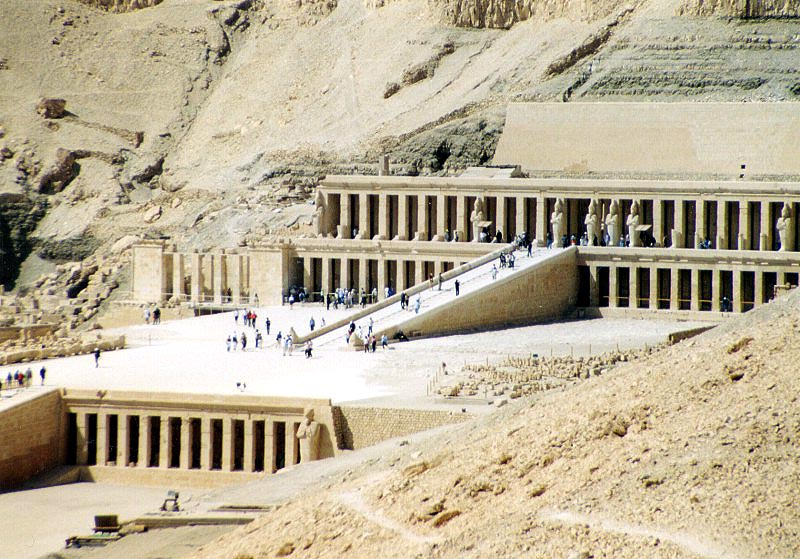
Świątynia Hatszepsut

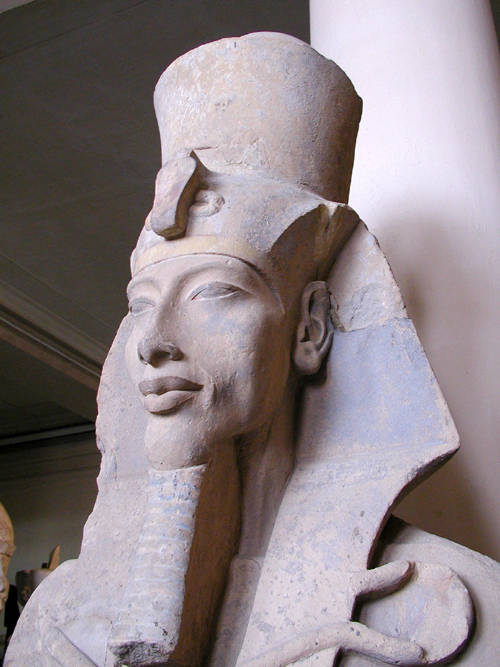
Realistyczne wyobrażenie Echnatona

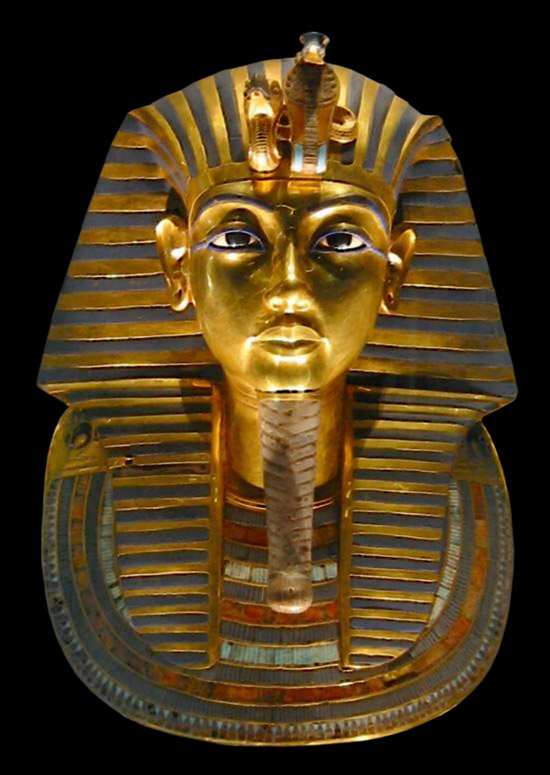
Maska pośmiertna Tutanchamona

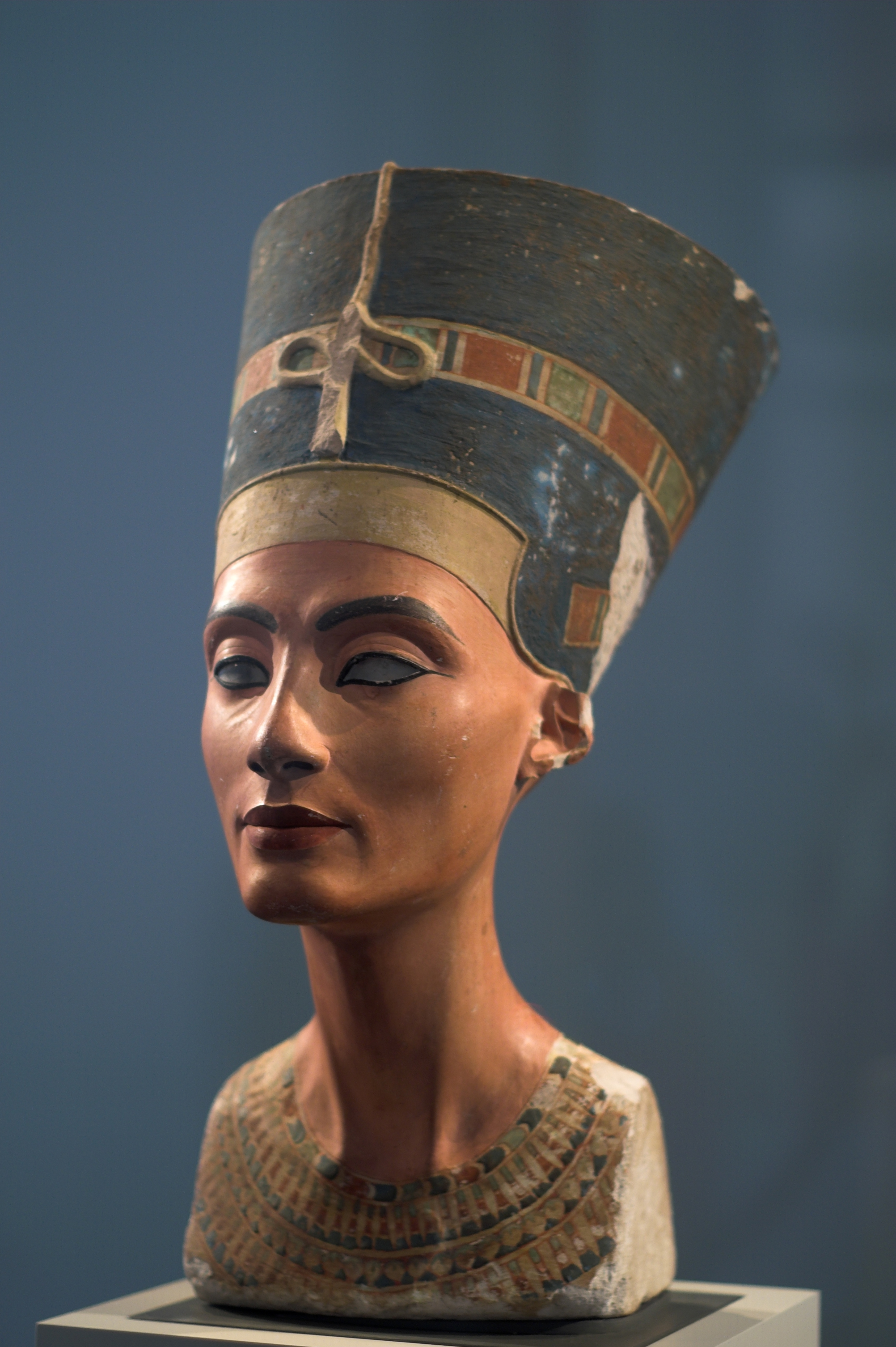
Popiersie królowej Nefertiti

Po wyparciu Hyksosów i kolejnym zjednoczeniu Egiptu, wraz z panowaniem XVIII dynastii rozpoczął się kolejny okres świetności Egiptu. W tym czasie panowanie Egipcjan zostało rozszerzone na sąsiednie terytoria. Stolicą imperium były Teby, które w tym czasie przeżywały swój największy rozkwit. W architekturze wykształcił się monumentalny kanon świątyń egipskich. Wybudowane wcześniej świątynie były rozbudowywane na szeroką skalę. Zdarzało się, że wcześniejsze fragmenty burzono, a odzyskany materiał wykorzystywano ponownie. Do świątyń prowadziły monumentalne aleje procesyjne z szeregami posągów sfinksów ustawionych po obu stronach. Wejście na dziedziniec obramowane było z dwóch stron potężnymi pylonami. Dalej mogli wejść tylko kapłani i dostojnicy. Zatem to pylony stały się wizytówką świątyń. Pokrywano je bogatymi reliefami opowiadającymi o czynach faraonów zwyciężających wroga i oddających cześć bogom. Przed pylonami ustawiano potężne posągi faraonów. Za pylonami rozpościerał się obszerny czworokątny dziedziniec, otoczony portykami. Było to miejsce odprawiania publicznych ceremonii (lud obserwował je z placu przed pylonami). W głębi budowano zazwyczaj salę hypostylową, za nią salę ofiarną z ołtarzem i salę pojawień. W drzwiach sali pojawień ukazywał się posąg bóstwa w tzw. barce kultowej (była to przenośna łódź ozdobiona na rufie i dziobie wizerunkami bóstwa, czyli np. głową barana – Amon, głową sokoła – Re). Za salą pojawień znajdowało się sanktuarium, w którym przechowywano posąg bóstwa. Do zespołu świątyń należała też sadzawka z krokodylami.
W tym też okresie utrwalił się typ świątyń-grobowców kutych w skale. Jednocześnie oddzielono miejsce pochówku od świątyni grobowej. Komora grobowa, wykuta w skale u podnóża góry, była połączona ze świątynią grobową długim, podziemnym korytarzem. Stąd rząd świątyń grobowych pobudowanych w Tebach Zachodnich na granicy pól uprawnych. Obok nich stawiano kaplice kultowe, w których odbywały się uroczystości pogrzebowe. Pojawił się też nowy typ głowic, tzw. kompozytowy. Na płaszczyznach kapitelu rzeźbiono wizerunki bogini Hathor skierowane w cztery strony świata. Przykładem takiego rozwiązania są kapitele zachowane w świątyni Hatszepsut w Denderze. W malarstwie i rzeźbie pojawił się nowy sposób przedstawiania wizerunku postaci w tzw. kontrapoście (jest to kompozycja, w której postać człowieka całym ciężarem spoczywa na jednej nodze przy zrównoważeniu postawy przez lekkie wygięcie tułowia i ramienia w stronę przeciwną). Poprzez odejście od obowiązujących kanonów wytworzył się bardziej naturalistyczny styl w rzeźbie i malarstwie, czyli również w zdobnictwie.
Do najbardziej znanych przykładów dzieł tego okresu należą: studium portretu królowej Nefertiti oraz złota Maska Tutanchamona. Popiersie królowej zostało odnalezione w warsztacie rzeźbiarskim w Tell el-Amarna. Wykonana z wapienia rzeźba świadczy o wysokim kunszcie artysty, doskonale zachowana polichromia podkreśla rysy królowej. Rzeźba znajduje się w Muzeum Egipskim w Berlinie. Złota maska Tutanchamona została odnaleziona w grobowcu w Dolinie Królów. Precyzyjnie wykonana, bogato inkrustowana masą szklaną maska doskonale oddaje rysy młodego króla. Czoło zdobią wizerunki głowy kobry i sępa, które zgodnie z wierzeniami miały go chronić. Maska przechowywana jest w Muzeum Egipskim w Kairze.
Wprowadzono też nowy motyw tematyczny – sceny batalistyczne. Do najlepiej zachowanych zabytków tego okresu należą w Tebach: świątynia w Luksorze, zespół świątyń w Karnaku, w Nubii – świątynia w Abu Simbel, w Tebach Zachodnich: grobowce kute w skale, np. Hatszepsut, grobowce w Dolinie Królów i Dolinie Królowych.
Za panowania Amenhotepa IV (Echnatona) w sztuce egipskiej wystąpił tzw. okres amarneński (od Tell el-Amarna, współczesnej nazwy obszaru, na którym znajdują się pozostałości wybudowanej przez Echnatona nowej stolicy państwa). Charakteryzował się on daleko idącymi odstępstwami od obowiązujących kanonów. Wyobrażenia osób były zgodne z rzeczywistością, ukazywały nawet wszystkie niedoskonałości postaci. Wizerunki Echnatona przedstawiają króla jako osobę o wydłużonej twarzy, wąskich ramionach i szczupłych rękach, wąskiej talii i szerokich biodrach. Po śmierci Echnatona sztuka amarneńska nie zanikła całkowicie, artyści przenieśli się do Memfis. W czasach Nowego Państwa, jeszcze kilkakrotnie za rządów Ramzesów, dochodziła do głosu maniera amarneńska. Jednak w powszechnie obowiązującej sztuce egipskiej nastąpił powrót do oficjalnych kanonów.
|  |  |  |  |  |

## Okres Późny
Za panowania ostatnich Ramzesów nastąpił rozpad wyczerpanego długimi wojnami państwa. Po Trzecim Okresie Przejściowym, w Okresie Późnym, nastąpił regres sztuki monumentalnej. Sztuka egipska zaczęła w znacznym stopniu ulegać wpływom obcym. W powstałych w tym czasie rzeźbach można zauważyć cechy zaczerpnięte ze sztuki asyryjskiej, perskiej i greckiej. Ale i sztuka egipska odcisnęła swoje piętno na działalności artystów tych narodów (znaleziono statuę perskiego króla Dariusza I w postawie typowej dla przedstawień egipskich faraonów, ale z zachowaniem perskiego stroju).
Pierwsze trzysta lat po upadku Nowego Państwa to w rzeźbie i malarstwie powrót do wzorów z początków Nowego Państwa i zaznaczenie się wpływów szkoły amarnejskiej. Rzeźby pochodzące z końca okresu przejściowego cechuje ciekawa kompozycja, subtelność i eleganckie proporcje. Odnaleziono statuetki ukazujące klęczącego władcę. Pochylony, obejmuje wyciągniętymi rękoma stelę ofiarną (Osorkon II) albo rytualną barkę (Osorkon III). Kuszyci po dojściu do władzy, podczas swoich prawie stuletnich rządów (XXV dynastia), próbowali wskrzesić wzory z czasów panowania XVIII dynastii.
Za czasów panowania dynastii libijskiej z Bubastis i kuszyckiej z Napata wracano także do kanonów z okresu Starego Państwa. Rzeźby tego okresu wyrażają konformizm postawy politycznej tej dynastii. Władcy byli portretowani w ten sposób, że w zależności od potrzeb mogli być traktowani jako władcy Egiptu lub państwa Kusz. Nakrycia głowy były tak skomponowane, że mogły uchodzić za egipski hełm wojenny albo kuszycki czepek. Twarze ich mają ostre rysy o wyraźnie zaznaczonych bruzdach, lekko spłaszczonych nosach i charakterystycznych brwiach.
Krótkotrwałe panowanie Kuszytów i uzależnienie od Asyrii niewiele zmieniło w zwyczajach i kulturze Egiptu. Kłopoty Asyryjczyków na innych kierunkach działań pozwoliły ostatecznie na oswobodzenie kraju i jego zjednoczenie. Udało się to Psametychowi (663-609 p.n.e.), księciu z Sais w Dolnym Egipcie, który oparł się na wojskach zaciężnych, przede wszystkim na greckich hoplitach. Próbował, podobnie jak jego następcy Necho II i Ahmose II, odbudować potęgę Egiptu, ale w roku 525 p.n.e. kraj dostał się, niemal bez oporu, pod panowanie Persów. W tej sytuacji budownictwo i rzeźba przestały się rozwijać, aczkolwiek władcy perscy wybudowali i odnowili kilka świątyń.

## Okres ptolemejski

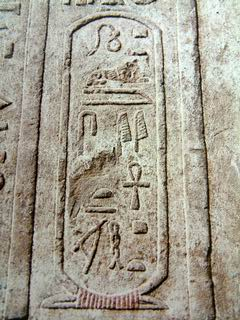
Kartusz królewski Ptolemeuszy

Kolejny okres świetności Egipt zawdzięcza Grekom, którzy wyparli Persów. Grecy byli zafascynowani kulturą Egipcjan, próbowali zatem wskrzesić dawniejsze tradycje. Dzieła tego okresu mają wiele cech kompozycji sztuki greckiej. Powstają liczne posążki bóstw wykonane z tego materiału. Cechują się dbałością o wykończenie detalu, piękną formą i perfekcją wykonania. O tym, jak wiele w tym czasie budowano świadczy zapis o tym, że w kamieniołomach w Wadi Hammammat na Pustyni Wschodniej niedaleko Luksoru pracowało 19 000 ludzi.
Równocześnie Grecy kontynuują własne tradycje. Kwitnącym ośrodkiem tego nurtu staje się Aleksandria. Rzeźby okresu ptolemejskiego wyróżniają się realizmem, psychologiczną koncepcją. Zachowane rzeźby głów kapłanów (zielone głowy) stały się wzorem dla sztuki portretowej starożytnego Rzymu. Druga szkoła, rodzima, kontynuuje architekturę monumentalną. Z tej drugiej szkoły pochodzą takie budowle jak wzniesione w czasach ptolemejskich świątynie oraz kaplice narodzinowe mammisi, budowane przed pylonami prowadzącymi do sali hypostylowej. Obiekty te otaczał perystyl. Do takiej kaplicy przenoszono podczas obrzędu narodzin boga-króla posąg bogini-matki. Najlepiej zachowane budowle sakralne tej epoki znajdują się w File, Edfu i Denderze, wśród nich mammisi Augusta.

## Upadek
Ostatni okres w dziejach sztuki starożytnego Egiptu to zaznaczenie się wpływów chrześcijaństwa, na tyle silnych, że niektóre egipskie świątynie przebudowano na kościoły, a w jakiś czas potem, gdy po upadku cesarstwa rzymskiego i w wyniku arabskiego podboju Egipt znalazł się w granicach świata islamu (642 rok n.e.), na meczety. Od tej też chwili wspaniałe ongiś budowle jęły popadać w ruinę lub – rozebrane dla pozyskania budulca – znikać.
Rabunkowa gospodarka, prowadzona zarówno przez okupantów (Arabowie, Turcy, Mamelucy, Brytyjczycy) jak i autochtonów, którzy z czasem zatracili swe korzenie, doprowadziła do zniszczenia wielu bezcennych zabytków. Taki los spotkał część piramid, budowanych z suszonej cegły mułowej i jedynie okładanych licem z kamienia. Po zerwaniu kamieni lica budowle te rozsypały się niemal w proch. Jest to proces postępujący, choć od połowy XX wieku próbuje się ratować, a nawet odbudowywać najcenniejsze.
Zachowane resztki świątyń i budowli sepulkralnych przez tysiąclecia wystawione były na niszczycielskie działanie słońca, wilgoci i wiatru niosącego olbrzymie ilości pustynnego piasku. Tym samym bogate polichromie miały szansę zachować się tylko wewnątrz grobowców. Dzisiejszy obraz pozostałości cywilizacji egipskiej nie ukazuje bogactwa i intensywności barw polichromii i złoceń, jakimi były pokryte piramidy, pałace i świątynie.
O tym, jak wyglądały w starożytności piramidy faraonów świadczą nieliczne zachowane fragmenty licowania (np. Piramida Łamana w Dahszur, czy Piramida Mykerinosa w jej najwyższych partiach) oraz odnalezione piramidiony, czyli zwieńczenia kilku takich budowli, z najlepiej zachowanym piramidionem grobowca Amenemhata III na czele.